# Wiasiołka
„Wiasiołka” (biał. Вясёлка, pol. Tęcza) – białoruski literacko-artystyczny ilustrowany miesięcznik dla dzieci. Ukazuje się od kwietnia 1957 roku w języku białoruskim w Mińsku.
Jest najbardziej popularnym białoruskim dziecięcym czasopismem.  W czasach radzieckich nakład sięgał 100 tys. egzemplarzy.

## Tematyka
Publikuje przeważnie literacko-artystyczne utwory i materiały na tematy społeczne, różne według objętości i trudności – dla samodzielnego czytania dzieci w wieku 6–10 lat,  i do czytania dla dzieci z dorosłymi lub starszymi uczniami.
Drukuje opowiadania, baśnie, wiersze białoruskich pisarzy, tłumaczenia, zagadki, rebusy, łamigłówki, piosenki białoruskich kompozytorów dla dzieci. Opowiada o kulturze i historii Białorusi i innych krajów. Prowadzi literacką edukację i moralno-etyczną edukację swoich czytelników. Przeważnie oddaje się baśniom, które propagują dobro i sprawiedliwość.

## Redaktorzy naczelni
- Wasyl Witka (1957—1974)
- Eudoksja Łoś (1974—1976)
- Anatol Graczanikaw  (1976—1978)
- Władimir Lipski (od 1978)

## Literatura
- Берлеж М. Усе колеры дзяцінства // Літаратура і мастацтва : газета. – Мн.: РИУ «Звязда», 2017. – 14 красавіка (вып. 4918 (№ 15). – С. 4.
- Грушэцкі, А.Л. Умець чытаць — вялікая справа // Літаратура і мастацтва : газета. – Мн.: РИУ «Звязда», 2017. – 14 красавіка (вып. 4918 (№ 15). – С. 4.
- Лугоўскі, А.І. «Вясёлка» // Слоўнік студэнта-філолага па методыцы выкладання беларускай літаратуры. – Мінск: БДПУ, 2008. – С. 25. – 106 с. – ISBN 978-985-501-667-1.